# 霜柱

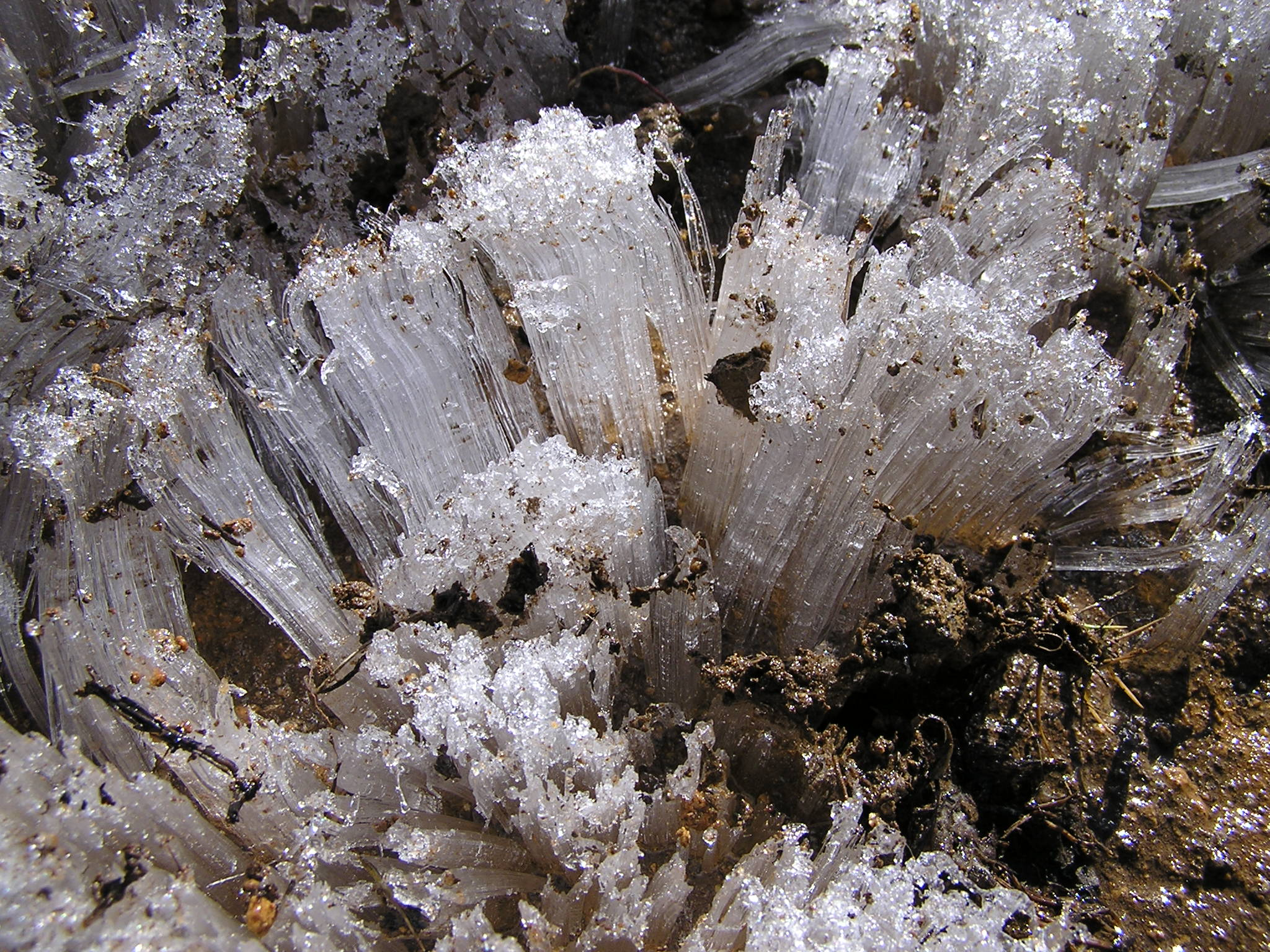
霜柱

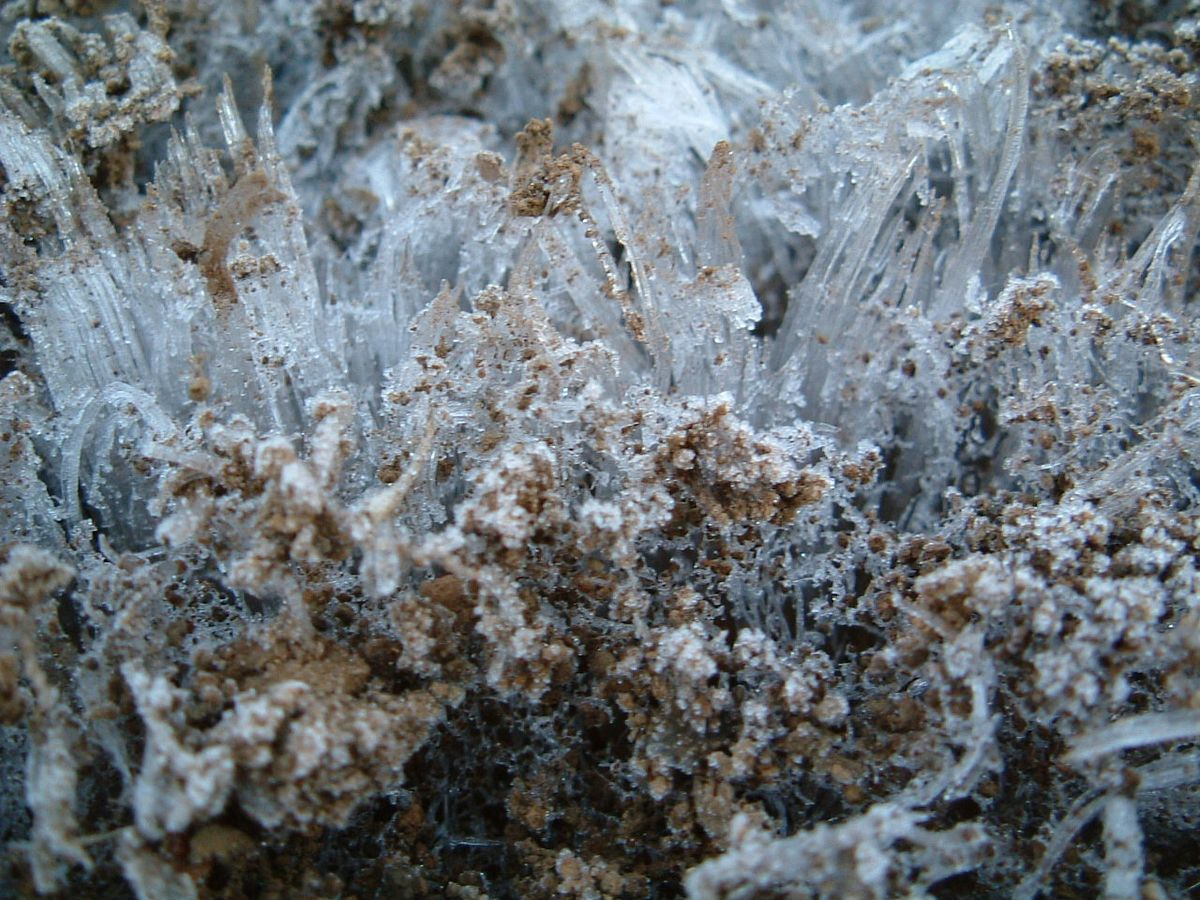
細粒の土を持ち上げる霜柱

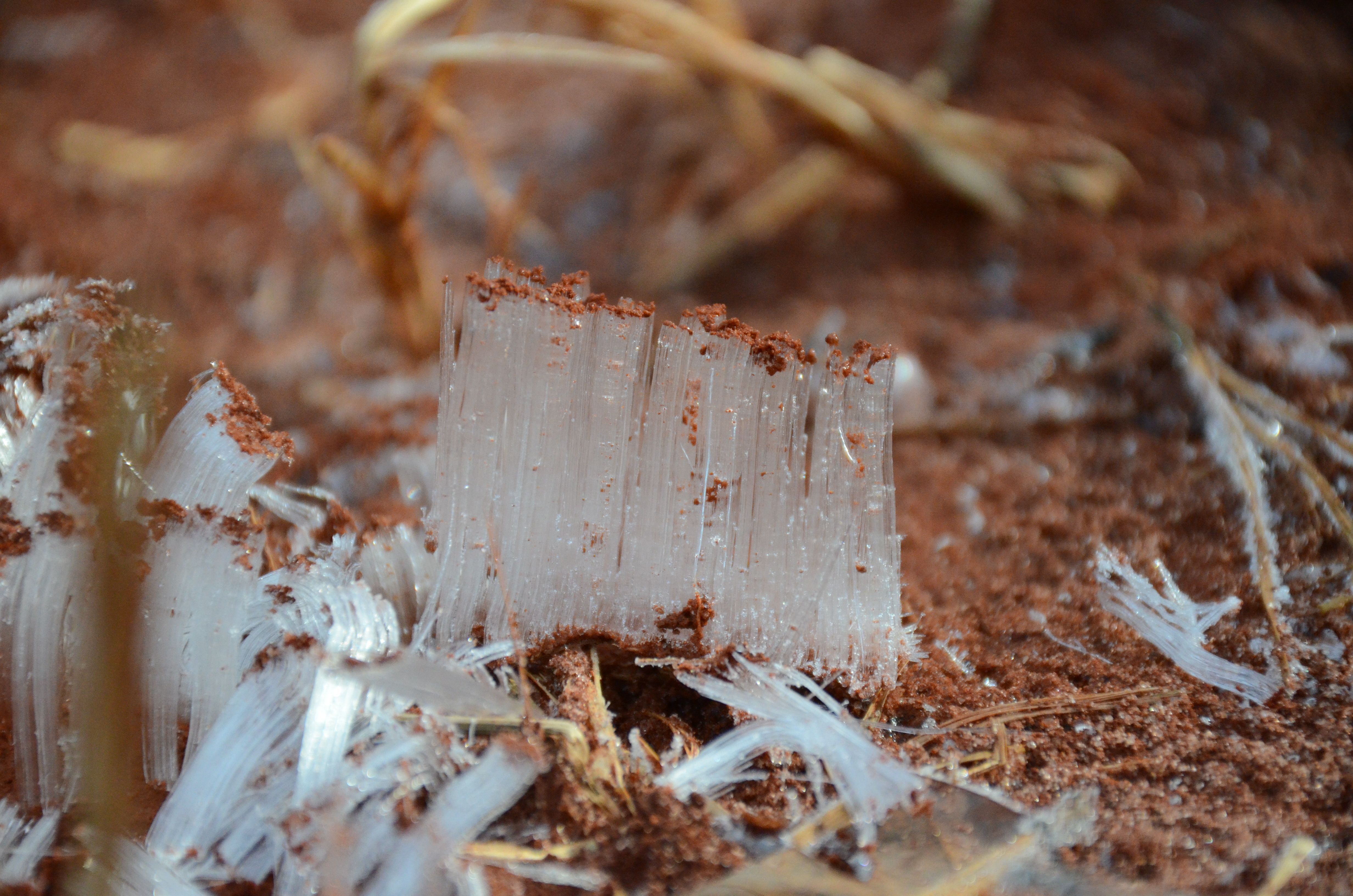
霜柱の拡大写真

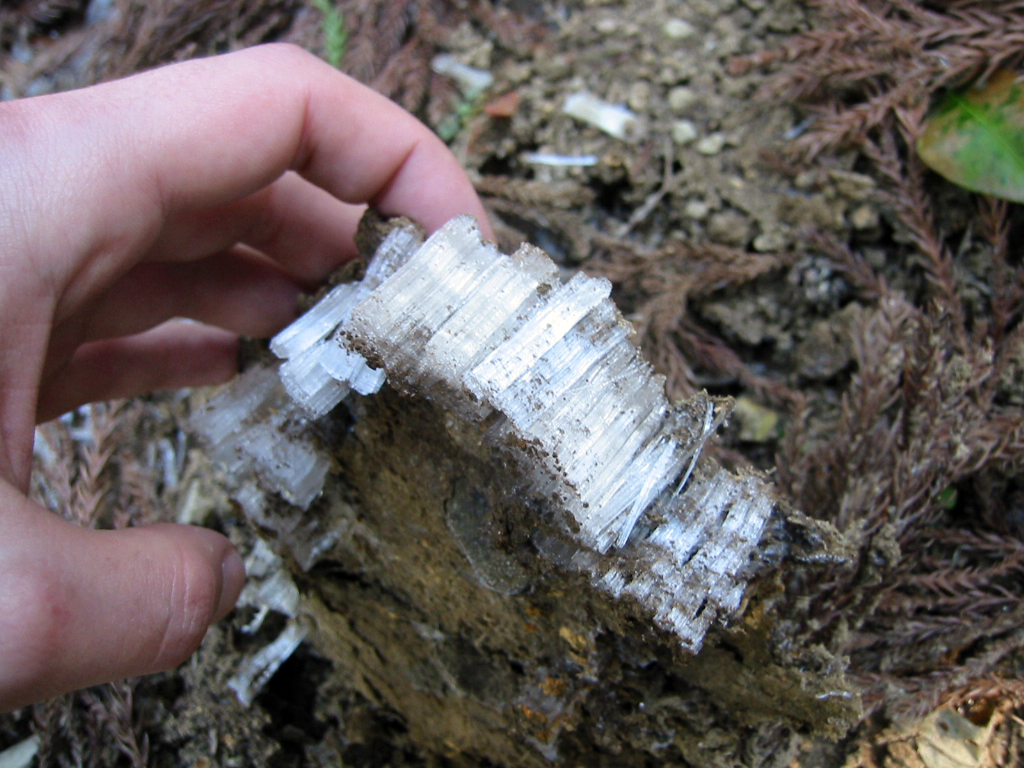
手でつかめるサイズの霜柱

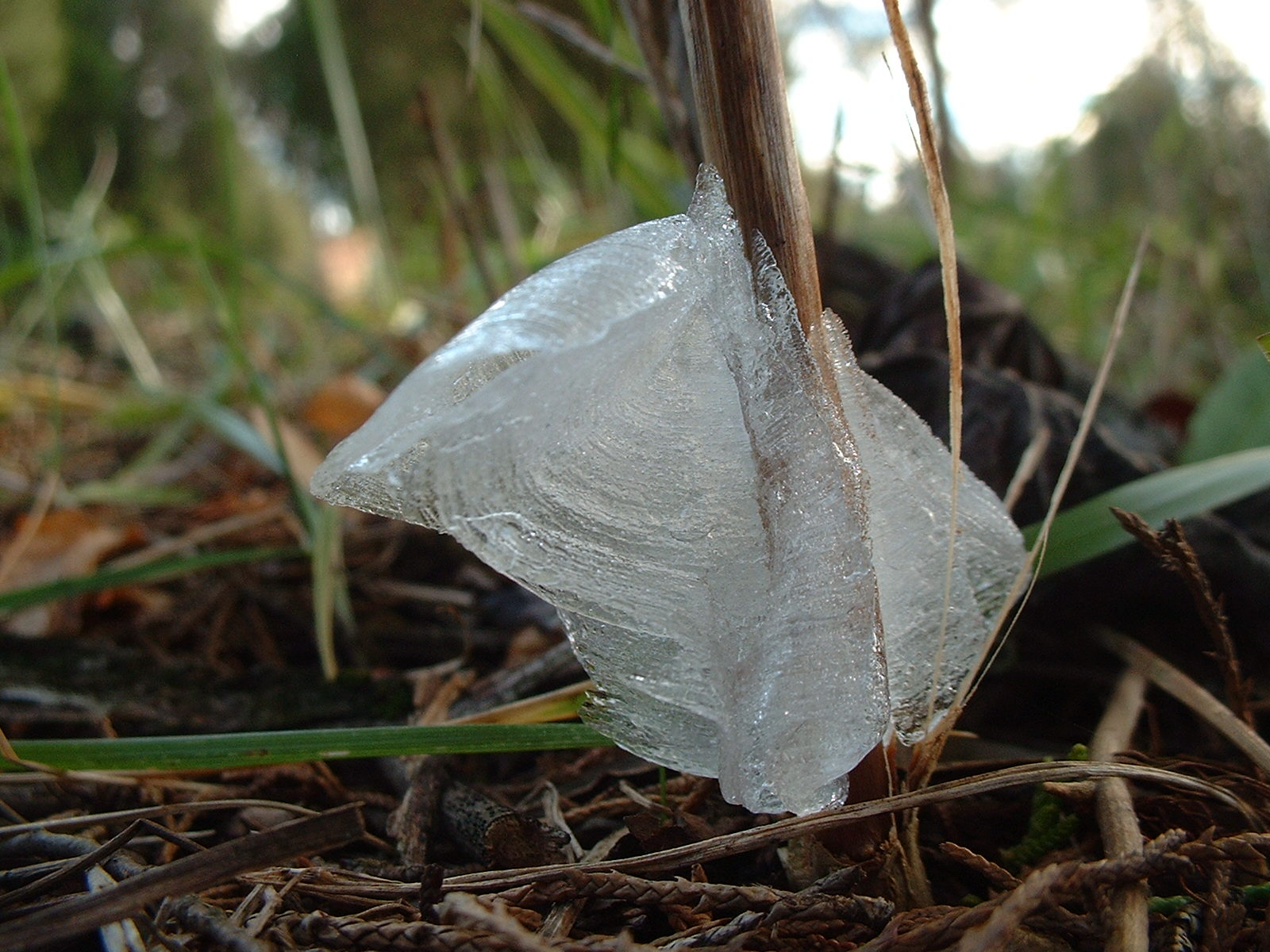
植物の茎からのびる氷花

霜柱（しもばしら）とは、冬季などに氷点下になる時に、地中の水分が地表にしみ出して無数の細かい柱の形に凍結したものである。
霜柱は地中にある液体の水が凍ってできたものであり、空気中の水蒸気が昇華して凍った霜とは別の現象である。

## 性質と発生機構
前提として、放射冷却が起こり地表が冷え込むと、地中は深部から熱が伝わるため、大地は深いところほど温かい温度分布となる。
地表付近に霜柱ができるとき、土の表面は0℃以下に冷えていてなおかつ比較的乾燥している一方、地中は0℃以上と相対的に温かく湿っている。上部で凍結が始まると、土壌の粒子同士の隙間を伝って凍っていない地中の水分が吸い上げられる。この作用は毛細管現象（毛管現象）である。水分は氷晶の下端に凍って付加され、しばしば若干の土を乗せたまま、氷は柱状となってほぼ鉛直に上へ伸びていく。
なお水分の移動には、温度勾配に伴い地中深部ほど高い蒸気圧の差も作用していると解説されることがある。また霜柱には昇華した氷も付着している。
典型的には冬の夜から朝に発生する。霜柱の長いものは10センチメートル(cm)を超えることもある。
土がむき出しとなっている裸地にできやすい一方、砂地や粘土、砂利にはできにくい。関東地方の赤土（関東ローム）にもできやすいことが知られているが、土の粒子が霜柱を起こしやすい大きさのためである。
霜柱が解けると、地質にもよるが地面がぬかるみとなることがある。
寒冷地における凍上も、初期には霜柱を形成し、やがて地中のより深いところにレンズ型の氷を生じるようになる。
俳句では、霜柱は冬の季語となっている。

## 霜柱による地形変状
霜柱は地形営力のひとつで、比較的小さなスケールで土壌を変状させる。周氷河地形の営力のひとつである。特に、地中に地温0℃の等温線（凍結線）があり地中に霜柱を生じるような低温下で生じ、これによる農作物、道路、建物などへの被害を凍上害という。霜崩れということもある。
寒冷地では、土が霜柱により浮き上がり、融解するときに形を崩して沈下することが繰り返される。斜面では、下方へと移動変形する匍行（ほこう）が生じる（霜柱匍行）。
植物にも影響を与え、枯らすことがある。芽生えたばかりの植物（実生）の根や茎は土といっしょに持ち上げられ、根の定着がうまく行われなくなったり乾燥したりして枯れるものがある。これを防ぐため、藁を地面に敷き詰め保温する方法がある。
一方、霜柱のはたらきを利用する手法もある。冬に作物を育てない場合、冬の初めに田畑を荒く掘り起こしておくと、形成・融解を繰り返す霜柱が自然に土を崩してくれ、暖かくなってからの栽培に適した土にすることができる。

## 類似の現象
なお、秋に花が咲くシソ科の植物に、シモバシラ（Collinsonia japonica）という種がある。葉を落とした茎の表面から霜柱様の氷の結晶が発達する。結晶は薄い板状で茎から放射状にいくつも広がる。長いものは20 cmほどになることもある。土から根や茎を通って水分が供給されていると考えられている。
シソ科を中心に、ほかにも同様の氷の析出がみられる植物がある。ハチミツソウ(Verbesina alternifolia)、Verbesina virginicaなどで確認されている。
この種の現象は氷花、氷華（ひょうか）、氷の花、霜華などと呼ばれることがある。